# Rolaspis carissae
Rolaspis carissae är en insektsart som först beskrevs av Cockerell 1902.  Rolaspis carissae ingår i släktet Rolaspis och familjen pansarsköldlöss. Inga underarter finns listade i Catalogue of Life.